# Diocesi di Doliche
La diocesi di Doliche (in latino Dioecesis Dolichena) è una sede soppressa del patriarcato di Antiochia e una sede titolare della Chiesa cattolica.

## Storia
Doliche, identificabile con il Tell-Dülük nei pressi di Gaziantep in Turchia, è un'antica sede episcopale della provincia romana della Siria Eufratense nella diocesi civile d'Oriente. Faceva parte del Patriarcato di Antiochia ed era suffraganea dell'arcidiocesi di Gerapoli, come attestato da una Notitia episcopatuum del VI secolo.
La comunità cristiana di Doliche ebbe il suo periodo di maggior fulgore fra IV e V secolo; i suoi vescovi parteciparono alle principali assisi ecumeniche dell'epoca. Archelao prese parte al concilio di Nicea del 325 e al sinodo di Antiochia nel 341. Olimpio partecipò al sinodo di Filippopoli dove nel 344 si riunirono i vescovi ariani che rifiutavano le decisioni del concilio di Sardica. Cirione fu presente al sinodo di Seleucia nel 359.
Fu consacrando il nuovo vescovo di Doliche, Maris, che Eusebio di Samosata, grande avversario degli ariani, trovò la morte (nel 380 ca.), colpito con un sasso da una donna ariana; Maris partecipò al primo concilio di Costantinopoli nel 381. Abibo non partecipò al concilio di Efeso (431), perché anziano; i padri conciliari lo deposero dalla sua sede perché nestoriano e al suo posto venne eletto Atanasio. Il suo successore Timoteo prese parte al sinodo di Antiochia del 445 che discusse dell'ortodossia di Atanasio di Perre; fu tra i padri del brigantaggio di Efeso (449) e del concilio di Calcedonia (451); nel 459 sottoscrisse il decreto di Gennadio di Costantinopoli contro i simoniaci. Infine, nella prima metà del VI secolo, è noto il vescovo Filosseno, convinto monofisita, che venne deposto dalla sua sede nel 519 circa e che nella conferenza di Costantinopoli del 533 ammise i suoi errori e ritornò all'ortodossia.
La conquista araba della regione (prima metà del VII secolo) mise in fuga tutti i funzionari bizantini, vescovi compresi. Tuttavia, la comunità cristiana non scomparve: le fonti documentano la presenza di alcuni vescovi giacobiti tra il IX e l'XI secolo.
In epoca crociata, la città era chiamata Tulupa, nella contea di Edessa.
Dal XVIII secolo Doliche è annoverata tra le sedi vescovili titolari della Chiesa cattolica; la sede è vacante dall'8 settembre 1997.
A questa sede titolare, Eubel aggiunge anche il vescovo inglese John Stanywell, vissuto nella prima metà del XVI secolo, vescovo ausiliare di Durham; nei documenti pontifici, questo vescovo è indicato come episcopus Dolorensis, sede ignota, che Eubel interpreta come corruzione forse per Dolichensis.

## Cronotassi

### Vescovi greci
- Archelao † (prima del 325 - dopo il 341)
- Olimpio † (menzionato nel 344)
- Cirione † (menzionato nel 359)
- Maris † (circa 380 - dopo il 381)
  - Abibo † (? - 431 deposto) (vescovo nestoriano)
- Atanasio † (431 - ?)
- Timoteo † (prima del 445 - dopo il 459)
- Filosseno † (prima del 519 - dopo il 533)

### Vescovi titolari latini
- John Stanywell, O.S.B. † (18 aprile 1527 - ?)
- John Stafford † (14 dicembre 1772 - 30 settembre 1781 deceduto)
- Nicolas Champenois, M.E.P. † (14 giugno 1785 - 30 ottobre 1811 deceduto)
- Abraham Candil † (5 dicembre 1817 - 27 novembre 1836 succeduto arcieparca di Mardin degli Armeni)
- Calixto Castrillo Ornedo † (23 dicembre 1861 - 1º ottobre 1863 nominato vescovo di León)
- Jean-Dominique Barbero, P.I.M.E. † (21 gennaio 1870 - 18 settembre 1881 deceduto)
- François-Marie Trégaro † (18 novembre 1881 - 1º dicembre 1881 succeduto vescovo di Séez)
- Francesco Giuseppe Gandolfi † (24 gennaio 1882 - 22 febbraio 1892 deceduto)
- Albert Bitter † (23 maggio 1893 - 9 ottobre 1922 nominato arcivescovo titolare di Soltania)
- Johannes Michael Buckx, S.C.I. † (23 maggio 1923 - 22 settembre 1946 deceduto)
- Pierre-Marie-Joseph Puech † (7 giugno 1947 - 18 marzo 1952 nominato vescovo di Carcassonne)
- Yves-Joseph-Marie Plumey, O.M.I. † (24 marzo 1953 - 14 settembre 1955 nominato vescovo di Garoua)
- Miguel Saturnino Aurrecoechea Palacios, O.F.M.Cap. † (19 dicembre 1955 - 8 settembre 1997 deceduto)